# ひょうたん島一周遊覧船

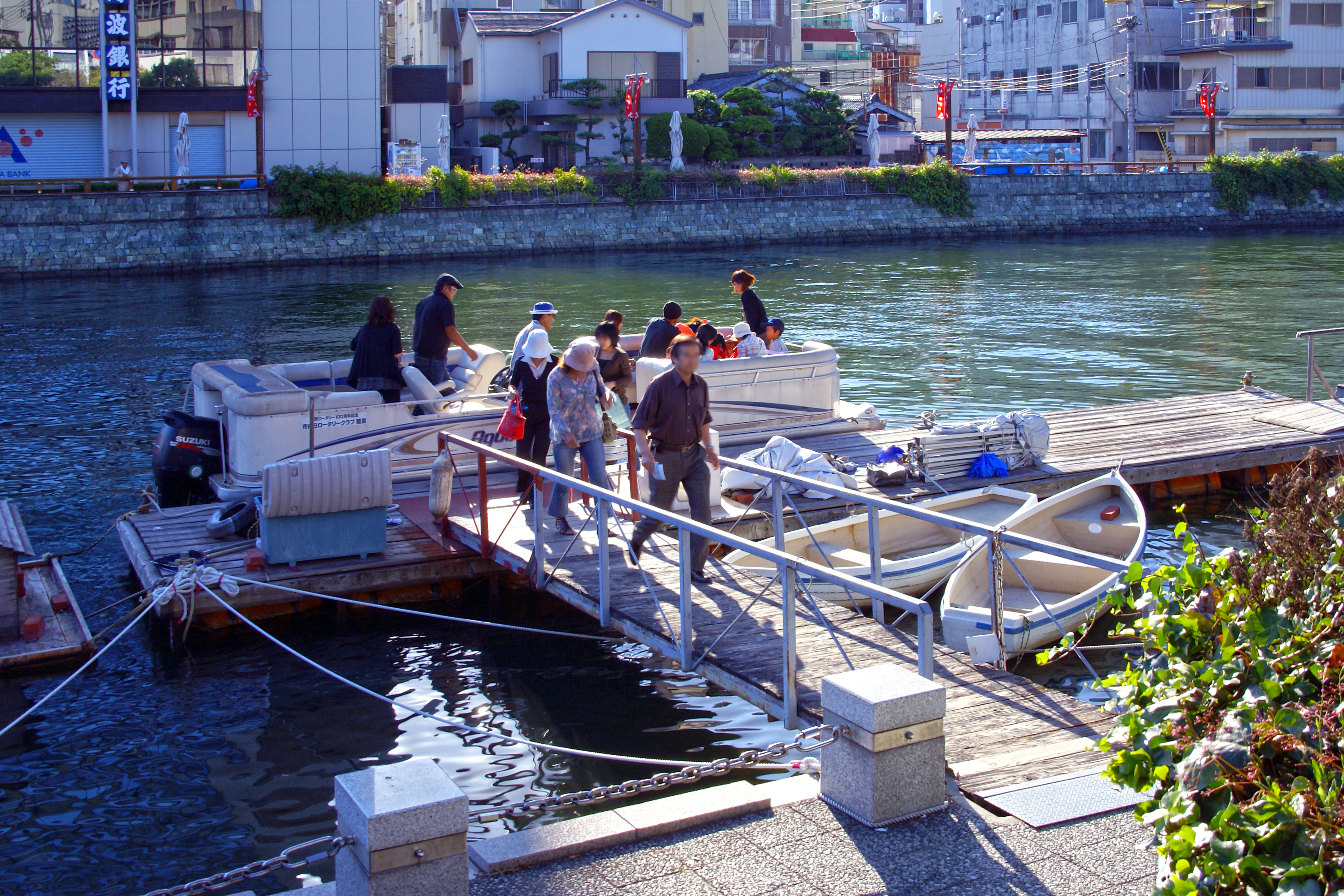
下船風景

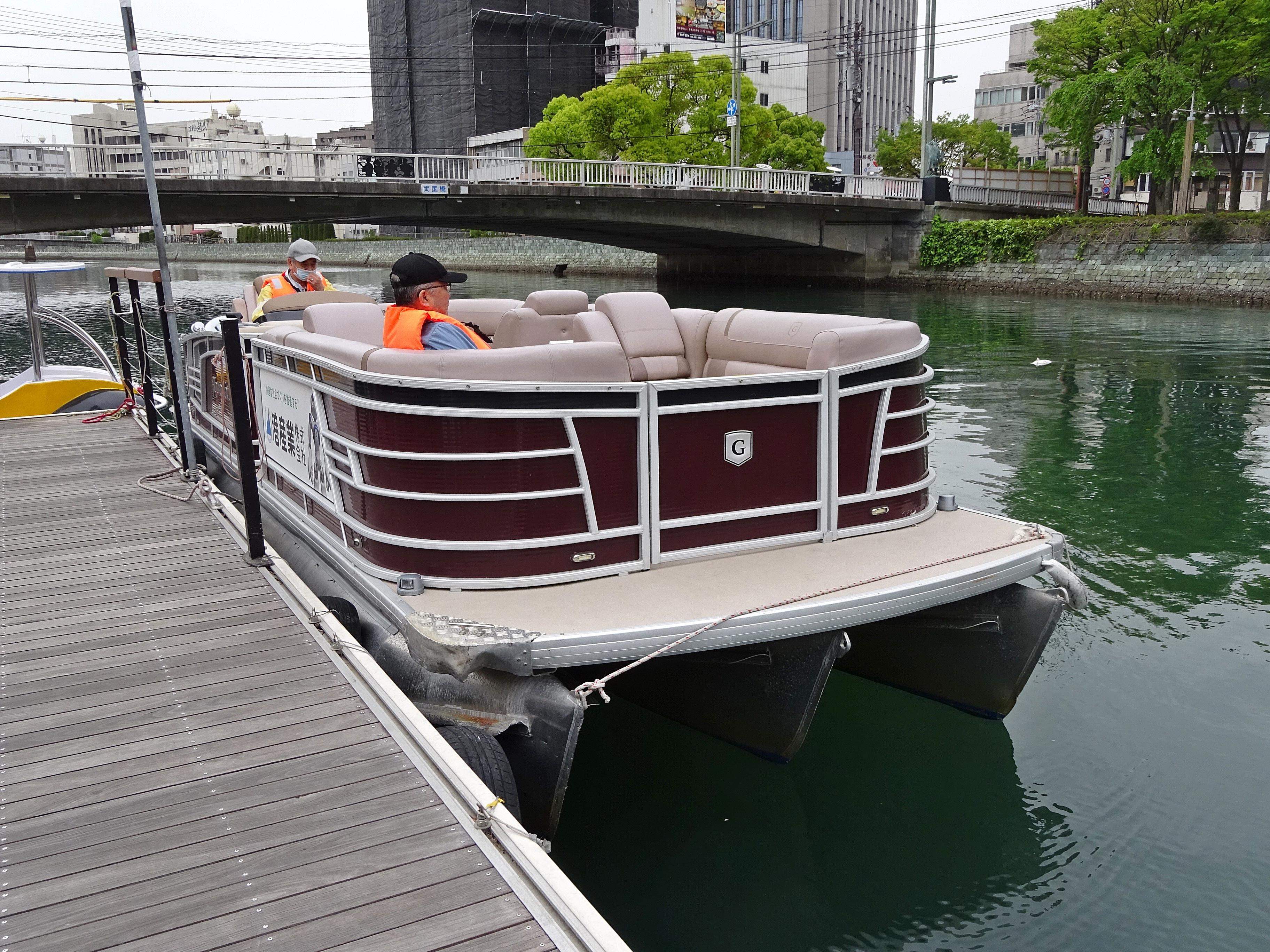
使用されるクルーズ船

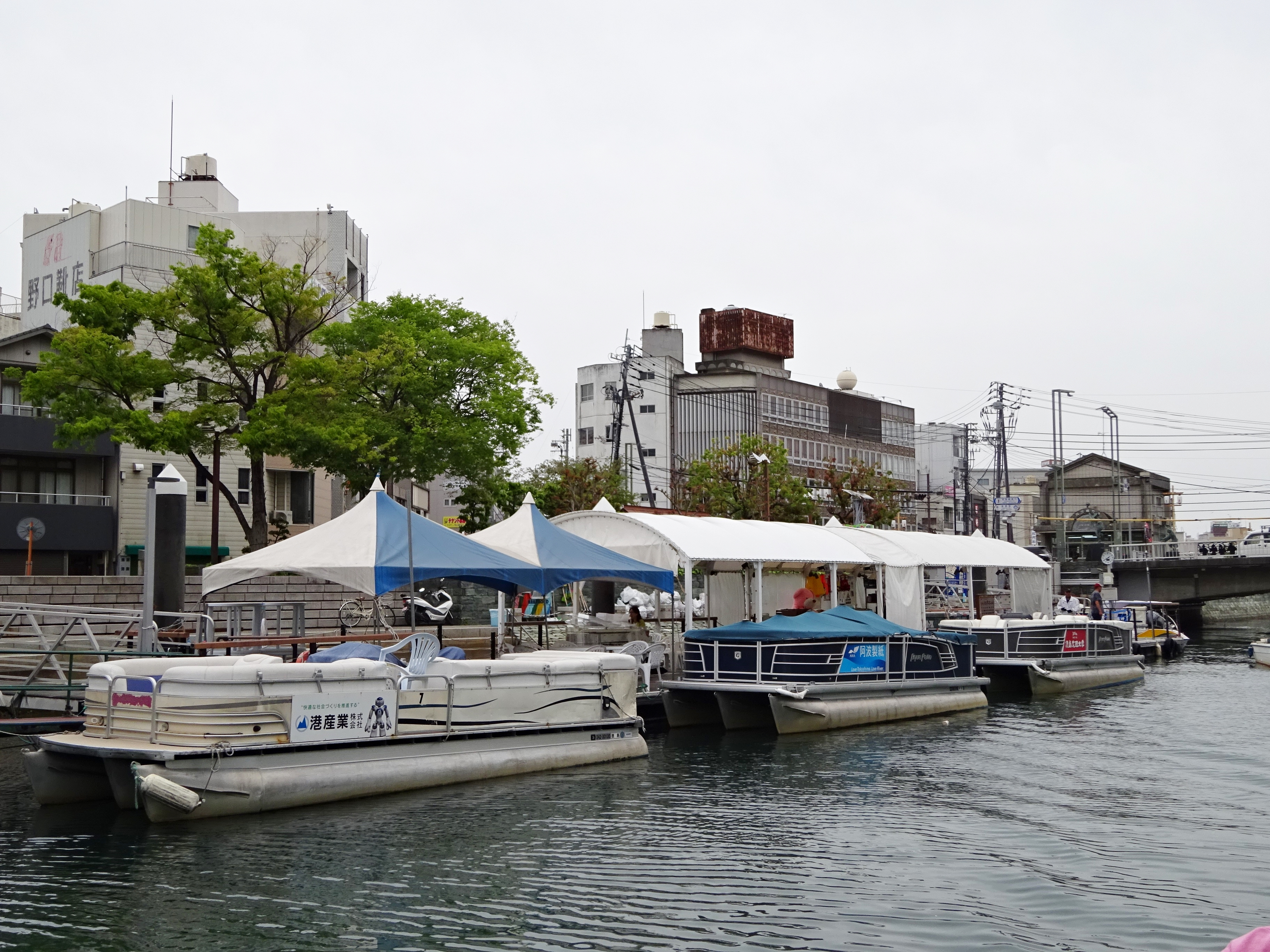
ひょうたん島クルーズ発着場

ひょうたん島一周遊覧船（ひょうたんじまいっしゅうゆうらんせん）は、新町川を守る会が運営する徳島県徳島市の中心部にあるひょうたん島を一周する観光遊覧船。「ひょうたん島クルーズ」、「ひょうたん島巡り」などとも呼ばれている。
四国八十八景3番「水面から望むケンチョピアと眉山の風景」と、とくしま市民遺産に選定、また、このひょうたん島を巡るコースは「美しい日本の歩きたくなるみち500選」に選定されている。

## 概要
ひょうたん島は面積約1.5km2の中州で、吉野川の分流（新町川、助任川、福島川など）に囲まれており、遊覧船はその河川を伝って島の外側を一周する。
新町川の中流部に架かる両国橋北詰、新町川水際公園から、ひょうたん島を一周する無料の遊覧船が出ている。無料の遊覧船は日本ではこの遊覧船だけである（しかし保険料として100円払わなければならない）。
ルートは新町川水際公園を起点に新町川を上流部に向かい、三ツ合橋の地点で助任川に入り、助任川を直進し、再び新町川に入り戻ってくる（佐古川、田宮川、大岡川、住吉島川、沖洲川などの新町川支流の分岐点を通過する）。
新町橋、両国橋、佐古大橋、かちどき橋、三ツ合橋など、河川に架かる22本の橋を潜る。

## アクセス

### 鉄道
- JR徳島駅より徒歩約10分。

### 自動車
- 徳島自動車道 徳島インターチェンジより国道11号経由、徳島本町交差点より国道192号経由、約1km。